# Ronde van Frankrijk 2020/Zeventiende etappe
De zeventiende etappe van de Ronde van Frankrijk 2020 werd verreden op 16 september met start in Grenoble en finish bij Méribel op de Col de la Loze. 
| Grenoble – Méribel (170,0 km) |                    |                    |          |
| Plaats                        | Naam               | Ploeg              | Tijd     |
| 1                             | Miguel Ángel López | Astana Pro Team    | 4u49'08" |
| 2                             | Primož Roglič      | Team Jumbo-Visma   | + 15"    |
| 3                             | Tadej Pogačar      | UAE Team Emirates  | + 30"    |
| 4                             | Sepp Kuss          | Team Jumbo-Visma   | + 56"    |
| 5                             | Richie Porte       | Trek-Segafredo     | + 1'01"  |
| 6                             | Enric Mas          | Movistar Team      | + 1'12"  |
| 7                             | Mikel Landa        | Bahrain McLaren    | + 1'20"  |
| 8                             | Adam Yates         | Mitchelton-Scott   | z.t.     |
| 9                             | Rigoberto Urán     | EF Education First | + 1'59"  |
| 10                            | Tom Dumoulin       | Team Jumbo-Visma   | + 2'13"  |
|                               |                    |                    |          |
| 19                            | Wout van Aert      | Team Jumbo-Visma   | + 7'15"  |

| Algemeen klassement |                    |                    |            |
| Plaats              | Naam               | Ploeg              | Tijd       |
| Gele trui           | Primož Roglič      | Team Jumbo-Visma   | 74u56'04"  |
| 2                   | Tadej Pogačar      | UAE Team Emirates  | + 57"      |
| 3                   | Miguel Ángel López | Astana Pro Team    | + 1'26"    |
| 4                   | Richie Porte       | Trek-Segafredo     | + 3'05"    |
| 5                   | Adam Yates         | Mitchelton-Scott   | + 3'14"    |
| 6                   | Rigoberto Urán     | EF Education First | + 3'24"    |
| 7                   | Mikel Landa        | Bahrain McLaren    | + 3'27"    |
| 8                   | Enric Mas          | Movistar Team      | + 4'18"    |
| 9                   | Tom Dumoulin       | Team Jumbo-Visma   | + 7'23"    |
| 10                  | Alejandro Valverde | Movistar Team      | + 9'31"    |
|                     |                    |                    |            |
| 21                  | Wout van Aert      | Team Jumbo-Visma   | + 1u19'53" |

## Opgaven
- Egan Bernal (Team INEOS); niet gestart vanwege rugproblemen
- Jens Debusschere (B&B Hotels-Vital Concept p/b KTM); buiten tijd gefinisht en moest de Tour verlaten
- Stefan Küng (Groupama-FDJ); niet gestart vanwege de voorbereiding op het WK tijdrijden
- Mikel Nieve (Mitchelton-Scott); afgestapt tijdens de etappe

1e etappe ·
2e etappe ·
3e etappe ·
4e etappe ·
5e etappe ·
6e etappe ·
7e etappe ·
8e etappe ·
9e etappe ·
10e etappe ·
11e etappe ·
12e etappe ·
13e etappe ·
14e etappe ·
15e etappe ·
16e etappe ·
17e etappe ·
18e etappe ·
19e etappe ·
20e etappe ·
21e etappe
Startlijst · Eindstanden · Afbeeldingen